# Christina Lathan

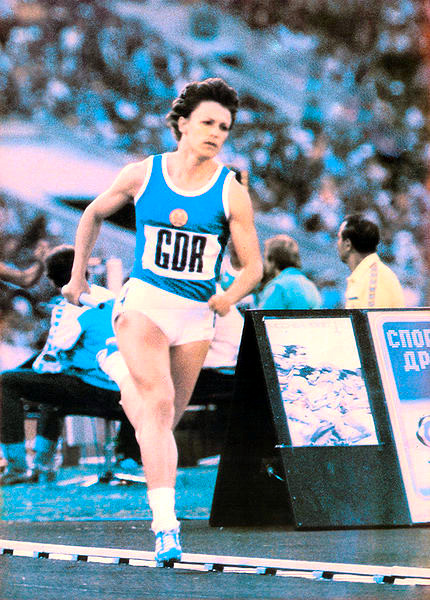
Christina Lathan 1980

Christina Lathan, geb. Brehmer (* 28. Februar 1958 in Altdöbern) ist eine ehemalige deutsche Leichtathletin und Olympiasiegerin.

## Leben
Mit dem Training begann sie 1969 bei der SG Dynamo Senftenberg. Gerhard Lootze war es, der ihr wichtige Grundlagen für ihre sportliche Entwicklung vermittelte. Im September 1973 wurde sie zum SC Dynamo Berlin delegiert. Sie wurde Angehörige der Volkspolizei, studierte Ökonomie und arbeitete nach dem Ende der DDR beim Ordnungsamt in Senftenberg.

## Sportliche Karriere
Sie stellte 1976 gleich mehrere deutsche Rekorde über 400 Meter auf. Am 25. April verbesserte sie den bestehenden Rekord in Sotschi auf 50,1 s, am 1. Mai in Split auf 50,39 s und am 9. Mai in Dresden auf 49,77 s, was auch gleichzeitig Weltrekord bedeutete (die erste elektronisch gestoppte Zeit unter 50 Sekunden).
Bei den XXI. Olympischen Spielen 1976 in Montréal, Kanada errang sie im 400-Meter-Lauf die Silbermedaille (50,51 s) hinter der Polin Irena Szewińska (Gold) und vor der Deutschen Ellen Streidt (Bronze) sowie die Mannschaftsgoldmedaille in der 4-mal-400-Meter-Staffel in Weltrekordzeit zusammen mit ihren Teamkolleginnen Doris Maletzki, Brigitte Rohde und Ellen Streidt. 1979 siegte sie bei den Hallenmeisterschaften der DDR und 1980 belegte sie Platz zwei über 400 Meter.
Bei den XXII. Olympischen Spielen 1980 in Moskau erreichte sie über 400 Meter die Bronzemedaille hinter der ebenfalls Deutschen Marita Koch (Gold) und der Tschechin Jarmila Kratochvílová. Auch über 4-mal 400 Meter holte sie sich wieder eine Medaille, dieses Mal die Silbermedaille, zusammen mit ihren Teamkolleginnen Gabriele Löwe, Barbara Krug und Marita Koch.
Ihre Trainerin Inge Utecht lobt ihren ausgeprägten Kampfgeist und Siegeswillen, aber auch ihre Beständigkeit. In ihrer aktiven Zeit war Christina Lathan 1,68 m groß und wog 64 kg.

## Sportliche Erfolge
| 1975                                                             | 1975                     | 1975 |
| ---------------------------------------------------------------- | ------------------------ | ---- |
| Kinder- und Jugendspartakiade der DDR: 200 m und 4 × 100 m       | 1. Platz                 |      |
| DDR-Meisterschaften – Junioren: 400 m und 4 × 100 m              | 1. Platz                 |      |
| Europameisterschaften – Junioren: 400 m, 4 × 100 m und 4 × 400 m | 1. Platz                 |      |
| 1976                                                             |                          |      |
| Olympische Spiele: 4 × 400 m                                     | Goldmedaille             |      |
| 400 m                                                            | Silbermedaille           |      |
| 1977                                                             |                          |      |
| Europapokal: 4 × 400 m                                           | 1. Platz                 |      |
| Weltpokal: 4 × 400 m                                             | 1. Platz                 |      |
| 1978                                                             |                          |      |
| DDR-Meisterschaften: 400 m                                       | 2. Platz                 |      |
| Europameisterschaften: 4 × 400 m                                 | 1. Platz                 |      |
| 400 m                                                            | 2. Platz (50,38 s)       |      |
| 1979                                                             |                          |      |
| DDR-Meisterschaften: 400 m                                       | 1. Platz                 |      |
| Europapokal: 4 × 400 m und 4 × 100 m                             | 1. Platz                 |      |
| Weltpokal: 4 × 400 m                                             | 1. Platz                 |      |
| 1980                                                             |                          |      |
| Olympische Spiele: 4 × 400 m                                     | Silbermedaille           |      |
| 400 m                                                            | Bronzemedaille (49,66 s) |      |

## Auszeichnungen
- Vaterländischer Verdienstorden in Silber 1976[1] und 1978
- Vaterländischer Verdienstorden in Bronze 1980
- Ehrentitel Meister des Sports 1976
- Ehrentitel Verdienter Meister des Sports 1976, 1977, 2 × 1978 und 2 × 1980
- Ehrentitel Jungaktivist
- Verdienstmedaille der Organe des Ministeriums des Innern in Bronze und in Silber
- Medaille für ausgezeichnete Leistungen in den bewaffneten Organen des Ministeriums des Innern 1977
- Artur-Becker-Medaille in Gold 1976
- Ehrenurkunde des Zentralrates der FDJ 1980